# Perigrapha plumbeata
Perigrapha plumbeata là một loài bướm đêm trong họ Noctuidae.